# Fleischmanniopsis
Fleischmanniopsis é um género botânico pertencente à família Asteraceae.